# Municipio de Grady
El municipio de Grady (en inglés: Grady Township) es un municipio ubicado en el  condado de Pender en el estado estadounidense de Carolina del Norte. En el año 2010 tenía una población de 2.368 habitantes.

## Geografía
El municipio de Grady se encuentra ubicado en las coordenadas 34°28′20.6″N 78°5′45.98″O / 34.472389, -78.0961056.